# Перелешин, Александр Васильевич
Александр Васильевич Перелешин (4 сентября 1856 — 3 апреля 1910) — земский деятель, член Государственного совета (1906), член Государственной думы II созыва от Костромской губернии.

## Биография
Дворянин, сын капитана-лейтенанта Василия Александровича Перелешина (1826—?), отставного (с 1850) морского офицера, брата адмирала П. А. Перелешина, и Елизаветы Андреевны Травиной. Родился в усадьбе Щетинино в Буйском уезде и был крещен в Благовещенской церкви, что на реке Монзе. В 1872 году выпускник Костромской губернской гимназии, в 1878 окончил Морской кадетский корпус. 16 апреля 1878 года приказом произведён в гардемарины флота. Служил во флоте, в том числе на корвете «Минин»; многократно бывал в далёких морских походах, в том числе у берегов Японии и в тропических водах. Вышел в отставку в 1889 году, имея чин капитана II-го ранга, вернулся на родину в Костромскую губернию.
В 1895 году женился на Анне Геннадьевне урождённой Мягковой (1869—1959), после этого жил обычно в Селище в двухэтажном флигеле недалеко от дома Мягковых. В начале 1890-х годов земский начальник в Нерехтском уезде, с 1895 по 1901 год земский начальник 5-го участка Костромского уезда, в состав которого входило 5 волостей (Коряковская, Чернозаводская, Шунгенская, Башутинская и Апраксинская). С 1901 года он состоял членом Костромской губернской земской управы и гласным Костромского губернского и уездного земств. В 1904—1907 годах Костромской уездный предводитель дворянства. Начиная с 1905 года, был почётным попечителем Костромской губернской гимназии. С 1907 член Костромского общества образования.

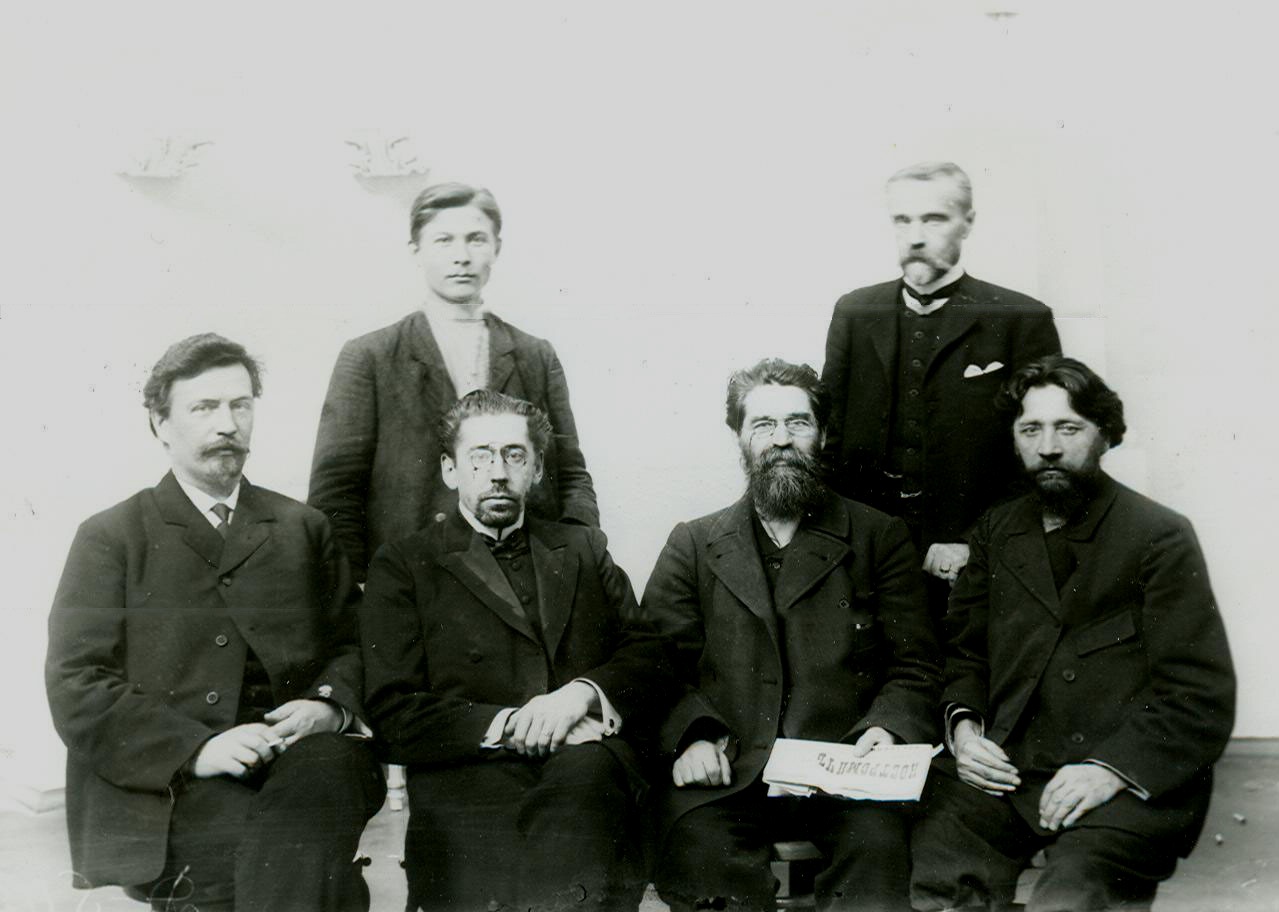
Депутаты Государственной Думы II созыва от Костромской губернии. Стоят:
А. В. Калинин, А. В. Перелешин; сидят: П. Е. Юницкий, Б. Л. Петерсон, Н. Е. Антонов, Ф. И. Галунов

Участвовал в земских съездов в 1904 и 1905 годах. Был членом «Союза освобождения». Состоял в Костромском губернском комитете партии Народной свободы. С 27 марта 1906 года член Государственного совета по избранию от Костромского земства, примыкал к его левому крылу. 12 июля 1906 года сложил с себя эти полномочия, протестуя против роспуска Государственной Думы I созыва. 7 февраля 1907 года был избран в Государственную думу II созыва от общего состава выборщиков Костромского губернского избирательного собрания. Вошёл в состав Конституционно-демократической фракции. Состоял членом думской комиссии по местному управлению и самоуправлению, комиссии по народному образованию и комиссии финансовой. Участвовал в обсуждении с думской трибуны избрания Комиссии для оказания помощи голодающим.
После разгона 2-й Государственной Думы вернулся к себе в имение.
Сотрудничал в костромских периодических изданиях. Владел землями в Костромской губернии площадью 2180 десятин. Был художником-любителем, причём, живя в Костромской губернии, оставался маринистом, писал, в основном, морские пейзажи, в особенности, закаты, парусники, шторма.
Прах покоится в селе Покровское Буйского уезда Костромской губернии.

## Семья
- Жена (с 1895 года) — Анна Геннадьевна Мягкова (28.01.1869—1959)[4], племянница  Н. К. Михайловского.
- Брат — Геннадий Васильевич Перелешин (1860—?), лейтенант морского флота[источник не указан 1540 дней].
- Сестра — Варвара Васильевна Перелешина (1861—1949)[источник не указан 1540 дней]
- Брат — Андрей Васильевич Перелешин (1862—1918), капитан 2-го ранга в отставке, служил 9 лет почетным мировым судьёй, был председателем Буйской городской Думы, вплоть до 1917 года был предводителем дворянства. Расстрелян в 1918 году (по воспоминаниям членов семьи)[6].
- Сестра — Ольга Васильевна Перелешина (1864—?)[источник не указан 1540 дней]
- Брат — Михаил Васильевич Перелешин (1865—?)[источник не указан 1540 дней]
- Брат — Петр Васильевич Перелешин (1867—1931)[источник не указан 1540 дней]

## Адрес
- Селище, Приречный проезд, д. 9. (современный адрес его дома)[2].

## Награды
- орден Святой Анны 2-й степени
- орден Святого Станислава 3-й степени.

### Рекомендуемые источники
- Некролог // Исторический вестник. 1910. № 6. С. 1119;
- Поволжский вестник. 1910. № 1155;
- Речь. 1910. № 97.

### Архивы
- Государственный архив Костромской области, Фонд 121. Опись 1. Дело 6162. Лист 4; Фонд 122. Опись 2. Дело 6. Лист 108 оборот; Фонд 429. Опись 1. Дело 99  Лист 729 оборот;
- Российский государственный исторический архив. Фонд 1278. Опись 1 (2-й созыв). Дело 325; Дело 574. Лист 21, 22.

## Комментарии
1. ↑  Сведения о том, что Александр В. Перелешин[5]: «С 1891 костромской губернский и буйский уездный земский гласный. С 1898 председатель Буйской уездной земской управы. Член, с 1905 председатель Костромской губернской земской управы. С 1902 Буйский уездный предводитель дворянства. С 1902 почётный мировой судья Буйского уезда Костромской губернии.» не подтверждаются другими источниками и, по крайней мере, частично относятся к его брату Андрею.